# Partshøring
Partshøring er kravet om, at en part skal høres og have mulighed for at komme med udtalelse (partsudtalelse), før der kan træffes afgørelse i en sag hos en offentlig myndighed. Hovedreglerne for partshøring er beskrevet i forvaltningsloven § 19. Der er visse krav til, hvornår partshøring skal finde sted:
- Parten skal ikke kunne antages at være bekendt med, at myndigheden er i besiddelse af bestemte oplysninger om sagens faktiske grundlag eller eksterne faglige vurderinger.
- Oplysningerne skal være til ugunst for den pågældende part og af væsentlig betydning for sagens afgørelse.

Myndigheden kan fastsætte en frist for at komme med udtalelsen. Hvis der fastsættes en frist skal der være rimelig tid til at sætte sig ind i sagen; der skal altså tages hensyn til oplysningernes omfang.
En offentlig myndighed kan foretage partshøring i videre omfang end det, som forvaltningsloven pålægger myndigheden at gøre.